# عشق عرفانی
عشق از مسائل بنیادین عرفان و تصوف ایرانی است، چندان‌که بدون در نظر گرفتن آن، عرفان و حکمت متعالیه قابل فهم نیست. البته عشق از مقولاتی است که تعریفش به ذات، نامیسر است و کنهش در غایت خفا و پوشیدگی است.

## تعریف
عشق از مصدر عَشق (=چسبیدن و التصاق) است (هر چند واژه عشق در قرآن و احادیث به این زبان نیامده و احتمال می‌رود واژه‌ای پارسی یا اوستایی باشد که درست آن اشغ است). به گیاه پیچک عَشَقه گویند زیرا بر تنه درخت می‌پیچد و بالا می‌رود و آن را خشک می‌کند؛ و این تمثیل حالت عشق است که بر هر دلی عارض شود احوال طبیعی او را محو می‌کند.
عشق بنده به خدا، حالتی بود از لطف، که شخص در دل خویش یابد و آن حالت در عبارت نیاید، و آن حالت او را دائم بر تعظیم حق تعالی استوار دارد و اختیار کردن رضای او و صبر ناکردن بدوری او و شادی نمودن بدو و بی‌قراری از دون او و یافتن اُنس بدوام ذکر او در دل باشد.

## توصیف
مورخان از رشد تدریجی تصوف سخن گفته‌اند که باعرفان زهدی و خوفی آغاز و به‌تدریج به عشق و دلسپردگی تبدیل می‌شود و سرانجام بر معرفت و شناخت باطنی تأکید می‌کند. توصیف ناپذیری و رازگونه بودن عشق عرفانی از مهم‌ترین خصیصه‌های بیان شده در همه متون عرفانی است. در نظر مولانا عشق همچو صورت خیال است که اگر آن را به صد زبان وصف کنی هنوز تمام وصف آن را نگفته‌ای، گاه چون خورشید گرمابخش است و گاه چون آذرخش سوزاننده.
کمال انسان در اینست که اصل خویش را بازجوید و خدای قریب را در درون خویش یافته و بدو عشق ورزد و او را از همه چیز بیشتر دوست دارد. نشانه مؤمن حُب شدید (عشق) نسبت به خداست وَالَّذِینَ آمَنُوا أَشَدُّ حُبًا لِلَّهِ (البقره، ۱۶۵).

## انکار عشق
عارفان معتقدند که عشق موهبتی الهی است که خداوند به بسیاری از بندگانش هدیه داده‌است؛ و عجز پاره‌ای از بندگان در درک آن را به صاف نبودن آئینه روح آن‌ها نسبت می‌دهند.
اهل کلام، با قبول مُباینت کلی میان خالق و مخلوق، عشق بنده به خداوند را انکار می‌کنند. بدان جهت متکلمان هر جا در قرآن لفظ حُب و مشتقاتش را دیده‌اند آن را تاَویل به تعظیم خداوند و اطاعت از دستورها و فرمان‌های او کرده‌اند، حال آنکه عرفاً از جمله مولانا عقیده دارند که نه تنها عشق بنده به خداوند میسر است بل جز خدا کسی قابل عشق ورزی نیست.
غزالی در تفسیر علما از حٌب به تعظیم و اطاعت از خداوند می‌گوید: «حٌب و دوستی خدا چگونه به طاعت تفسیر کرده شود؟ طاعت تبع و ثمره دوستی خداست، پس چاره نیست از آنکه دوستی متقدم باشد، آنگاه پس از آن دوست را طاعت دارد».
نویسندگان زیادی دربارهٔ عشق نوشته‌اند از رابعه و حلاج تا غزالی و به‌خصوص برادرش احمد غزالی و بعدها عین القضات همدانی و عطار نیشابوری، اما ابن عربی و جلال الدین محمد مولوی، هرچند در دو جریان متفاوت، در صدر شرح دهندگان عشق بوده‌اند.

## عشق در کلام بزرگان

### درکلامافلاطون
افلاطون گوید: عشق، واسطه انسان‌ها و خدایان است و فاصله آن‌ها را پُر می‌کند.
همو گوید: عشق در همه کائنات جاری است.
او می‌گوید: عشق پیوند دهنده همه جهان است.

### در کلاممولانا
| هرچه گویم عشق را شرح و بیان |  | چون به عشق آیم خجل باشم از آن |

کلام مولانا اساساً چیزی بجز عشق نیست، عشق مانند سایر اجزاء جهان حقیقتی است سیال و مواج و توقف و درنگ ناپذیر، و در حقیقت عنایت و هدایتی است الهی و تفسیر آن در دفتر و کتاب نگنجد.
| عشق جز دولت و عنایت نیست |  | جز گشاد دل و هدایت نیست   |
| عشق را بوحنیفه درس نگفت  |  | شافعی را در او روایت نیست |

### در کلامعطار نیشابوری
از نظر عطار، عشق برتر از دو جهان و همان چیزی است که ماورای شرح و تعریف باشد:
خاصیت عشقی که برون از دوجهان است.

### در کلامروزبهان بقلی
«عشق سیفی است که از عاشق سر حدوث برمی‌دارد. عشق کمالی است که از کمال حق است، چون در عاشق پیوندد، از صرف عبودیت و حدوثیت به جلال الهیت، ظاهر و باطنش ربّانی شود. ذکر موت بر ایشان روا نباشد. هر که به عشق حق زنده باشد دگر موت بر وی راه نیابد.»

### در کلامبایزید بسطامی
«هرکه را محبت حق بکشد دیت او دیدار حق است، و هرکه را عشق حق او را بکشد دیت او همنشینی با حق است.» (به نقل از عوارف المعارف، سهروردی)
| تا رفت دیده و دل من در هوای عشق       |  | بنمود جا به کشور بی منتهای عشق    |
| وارسته گشت و صرفنظر کرد از دو کون     |  | اینسان شود کسی که دهد دل برای عشق |
| ما راست عشق و هرکه به عالم جز این بود |  | بیگانه باشد او، نشود آشنای عشق    |

### در کلامشاه نعمت‌الله ولی
| تن به جان زنده است و جان از عشق |  | در بدن روح ما روان از عشق     |
| عشق داند که ذوق عاشق چیست       |  | باز جو ذوق عاشقان از عشق      |
| هرچه در کاینات موجود است        |  | جُـود عشق است و باشد آن از عشق |
| عاشقان عشق را به جان جویند      |  | عاقلان اند غافلان از عشق      |
| نعمت‌الله که میر مستان است       |  | می‌دهد بنده را نشان از عشق     |

### در کلامابوسعید ابوالخیر
دوبیتی منسوب به ابوسعید ابوالخیر:
| از شبنم عشق خاک آدم گِل شد  |  | صد فتنه و شور در جهان حاصل شد   |
| سر نشتر عشق بر رگ روح زدند |  | یک قطره از آن چکید و نامش دل شد |